# Consolamentum
Consolamentum (z łac. consolari – „pocieszać”) – obrzęd katarski o charakterze sakramentu, zapewniający odpuszczenie grzechów i symbolizujący przyjęcie wiernego lub wiernej do grupy Doskonałych.

## Znaczenie i sakramentalny charakter Consolamentum
Przebieg obrzędu jest znany dzięki dwóm zachowanym katarskim tekstom liturgicznym. Jeden z nich pochodzi z lat 1235–1250 i został spisany w języku łacińskim, drugi zaś powstał w drugiej połowie XIII w. w języku oksytańskim. Najprawdopodobniej jednak obrzęd był znany już wcześniej. Zachował się też znacznie późniejszy opis tzw. Consolamentum Dublińskiego.  
Zgodnie z wierzeniami katarów przyjęcie Consolamentum skutkowało odpuszczeniem wszystkich grzechów. Doskonały, który po przyjęciu go nie popełnił żadnego grzechu, z chwilą śmierci automatycznie osiągał zbawienie. Consolamentum stanowiło więc dla katarów sakrament, którego otrzymanie zapewniało zbawienie już za życia. 
Ze względu na bardzo rygorystyczne wymagania dotyczące sposobu życia Doskonałych wielu katarów przyjmowało consolamentum tuż przed śmiercią. Niektórzy jednak po przyjęciu dokonywali powolnego samobójstwa, np. poprzez zaprzestanie przyjmowania posiłków (Endura). W ten sposób w swoim przekonaniu zapewniali sobie zbawienie w życiu wiecznym. 

## Przebieg ceremonii
Na wstępie prowadzący ceremonię Doskonały, najwyższy rangą wśród obecnych, w asyście innych doskonałych, trzykrotnie wygłaszał po łacinie wezwanie Pobłogosław nas, zmiłuj się nad nami. Amen. Niechaj stanie się nam wedle słowa Twego. Niechaj Ojciec, Syn i Duch Święty przebaczą ci wszystkie twoje grzechy. Następnie odmawiano serię inwokacji do Boga, w których ponawiano prośbę o odpuszczenie grzechów, zakończoną Modlitwą Pańską. Prowadzący ceremonię kładł na stole Nowy Testament (lub tylko Ewangelię św. Jana), którą - po rytualnych pokłonach - przekazywał następnie przyjmującemu consolamentum. W tym momencie, zwracając się bezpośrednio do niego, objaśniał mu sens i znaczenie rytuału. Wprowadzał go również w podstawy teologii katarskiej. 
W drugiej części rytuału doskonały zwracał się ponownie do przyjmującego sakrament, mówiąc Pragniesz otrzymać chrzest duchowy, którego mocą Duch Święty zstępuje w Kościół Boży, wraz ze Świętą Modlitwą i nałożeniem rąk przez Dobrych Ludzi. Po raz drugi wymieniał powinności doskonałego: bezwzględne przestrzeganie Dziesięciu Przykazań oraz surową ascezę. Przyjmujący sakrament potwierdzał swoje zamiary. Wówczas prowadzący ceremonię kładł mu na głowie Nowy Testament, zaś wszyscy obecni doskonali przytrzymywali księgę prawą dłonią.
Po zakończeniu obrzędu nowy doskonały otrzymywał pouczenia, w jaki sposób ma postępować, będąc w przyszłości przewodnikiem duchowym wierzących katarów. W szczególności przekazywano mu wiedzę praktyczną dotyczącą uproszczonego sposobu udzielania consolamentum, gdy przyjmujący był ciężko chory lub umierający. 

## Consolamentum dla chorych i umierających
Przyjęcie consolamentum oznaczało zgodę na poświęcenie reszty życia na ascezę i głoszenie wiary katarskiej. W związku z tym większość wierzących katarów podejmowała decyzję o przyjęciu sakramentu dopiero w momencie śmierci. W takich przypadkach odprawiany był jedynie uproszczony obrzęd, traktowany jednak na równi z pełnym. Na początku wierzący musiał przedstawić swoje dotychczasowe związki z Kościołem katarskim, w szczególności przyznać się do ewentualnych szkód, jakie mu wyrządził. Następnie doskonały pytał go, czy zobowiązuje się do przestrzegania nakazów Kościoła, zaś po uzyskaniu odpowiedzi twierdzącej kładł Nowy Testament na łóżku chorego, a następnie na jego głowie. Do lat 40. XIII wieku consolamentum udzielano jedynie tym chorym, którzy byli przytomni i byli w stanie odpowiadać logicznie na pytania doskonałego. Następnie zrezygnowano z tego wymogu i w każdym przypadku zakładano, że wierzący zgodziłby się na przyjęcie sakramentu. W wypadku jednak, gdyby chory wyzdrowiał, consolamentum było najczęściej powtarzane. 
Consolamentum było najważniejszym obrzędem Kościoła katarskiego w okresie co najmniej między końcem XII a pierwszą połową XIV wieku. Był to jedyny środek poszerzania szeregów doskonałych. 